# Zózimo
Zózimo, właśc. Zózimo Alves Calazães (ur. 19 czerwca 1932 w Salvadorze, zm. 17 lipca 1977 w Rio de Janeiro) – brazylijski piłkarz, środkowy obrońca. Mistrz świata z roku 1962.
Czarnoskóry piłkarz w ojczyźnie grał m.in. w Bangu AC (1951–1965) i CR Flamengo (1965). W reprezentacji Brazylii rozegrał 30 spotkań i strzelił 1 bramkę. Debiutował w 1955. Brał udział w Copa América 1957 i znajdował się w kadrze na MŚ 58, jednak w turnieju finałowym nie zagrał. Cztery lata później był już zawodnikiem podstawowej jedenastki. Finał z Czechosłowacją był jego ostatnim reprezentacyjnym występem. Karierę kończył w 1967 w peruwiańskim Club Sporting Cristal.
Zginął w wypadku samochodowym.